# 국가별 컬러 텔레비전 방송 시작년도

국가별 컬러 텔레비전 방송 시작년도

다음은 최초의 컬러 텔레비전 방송이 일반 대중에게 전송된 시기를 나열한 목록이다. 다른 국가에서 사용할 수 있는 비공공 현장 시험, 폐쇄 회로 시연 및 방송은 포함되지 않는다.

## 목록
| 국가                   | 년도                                       | 방송국                              | 송출 방식   | 비고 |
| ---------------------- | ------------------------------------------ | ----------------------------------- | ----------- | --- |
| 알바니아               | 1981년                                     | RTSh                                | PAL         | 컬러 방송은 1971년에 주변국인 이탈리아와 유고슬라비아에서 시행되고 있었다. |
| 알제리                 | 1979년                                     | 라디오 텔레비전 알제리              | SECAM       | |
| 서사모아               | 1969년                                     | KVZK-2                              | NTSC        | |
| 아르헨티나             | 1978년                                     | 카날 7 아르헨티나                   | PAL         | 1978년 FIFA 월드컵 중계를 위해 한시적으로 방송. 1980년에 본격적으로 컬러 방송이 시행되었다. |
| 오스트레일리아         | 1967년 (시험 방송) 1975년 (본방송)         | ATV-0 (현재의 ATV-10)               | PAL         | 완전한 컬러 텔레비전 방송이 시행된 것은 1975년 3월 1일이었다. |
| 오스트리아             | 1969년                                     | ORF                                 | PAL         | 첫 방송은 1969년 1월 1일에 빈에서 열린 새해 맞이 기념 연주회 중계 방송이었다. 완전한 컬러 텔레비전 방송은 1975년 1월 15일부터 시작했다. |
| 방글라데시             | 1980년                                     | BTV                                 | PAL         | |
| 벨기에                 | 1971년                                     | BRT                                 | PAL         | 컬러 방송은 주변국인 프랑스(SECAM), 독일과 네덜란드(PAL)에서 각각 1967년, 1967년 및 1968년부터 시청할 수 있었다. 당시 컬러 방송 수신기는 값이 아주 비쌌다. |
| 버뮤다                 | 1968년                                     | ZBM-TV                              | NTSC        | |
| 볼리비아               | 1979년                                     | 텔레비전 볼리비아                   | NTSC        | |
| 브라질                 | 1972년                                     | 헤지 반데이란치스/헤지 글로부       | PAL         | 첫 번째 방송은 NTSC를 사용하여 1962년~1963년에 시범적으로 시행했다. 일정한 전파의 방송을 위한 시험은 1970년 FIFA 월드컵부터 시행했다. 첫 번째 공식적인 방송은 1972년 2월의 포도 축제 부터였다. 1978년부터 완전 컬러 방송.                                                        |
| 불가리아               | 1970년                                     | БNT                                 | SECAM       | |
| 캄푸치아               | 1986년                                     | tvk                                 | PAL         | |
| 캐나다                 | 1966년                                     | CBC, CTV                            | NTSC        | |
| 칠레                   | 1972년                                     | TVN                                 | PAL         | 완전 컬러 방송은 1978년부터였다. |
| 중화인민공화국         | 1972년                                     | CCTV                                | PAL         | 완전 컬러 방송은 1984년부터였다. |
| 콜롬비아               | 1973년                                     | Inravisión Cadena 1                 | NTSC        | 완전 컬러 방송은 1979년부터였다. |
| 콩고                   | 1975년                                     | 텔레콩고                            | SECAM       | |
| 코스타리카             | 1973년                                     | TICA-TV                             | NTSC        | |
| 쿠바                   | 1958년                                     | 텔레-컬러, S.A.                     | NTSC        | 1959년 종료. 1975년에 다시 시작되었다. |
| 키프로스               | 1976년                                     | CyBC                                | SECAM       | |
| 체코슬로바키아         | 1973년                                     | ČST                                 | SECAM       | |
| 덴마크                 | 1969년                                     | 덴마크 방송 협회                    | PAL         | |
| 지부티                 | 1974년                                     | 라디오 텔레비전 지부티              | SECAM       | |
| 도미니카 공화국        | 1969년                                     | 컬러 비전                           | NTSC        | |
| 에콰도르               | 1974년                                     | 에콰비사/텔레아마존                 | NTSC        | |
| 이집트                 | 1973년                                     | ETV                                 | SECAM       | |
| 적도 기니              | 1976년                                     | 라디오 적도 기니                    | SECAM       | |
| 엘살바도르             | 1973년                                     | YSU-TV                              | NTSC        | |
| 에티오피아             | 1979년                                     | ETV                                 | PAL         | |
| 핀란드                 | 1969년                                     | YLE/MTV                             | PAL         | |
| 프랑스                 | 1967년                                     | ORTF                                | SECAM       | |
| 프랑스령 폴리네시아    | 1971년                                     | SNRTFOM                             | SECAM       | |
| 프랑스령 기아나        | 1974년                                     | SNRTFOM                             | SECAM       | |
| 가봉                   | 1973년                                     | 라디오 텔레비전 가봉                | SECAM       | |
| 동독                   | 1969년                                     | DFF                                 | SECAM       | |
| 서독                   | 1967년                                     | ARD/ZDF                             | PAL         | |
| 지브롤터               | 1969년                                     | GBC                                 | PAL         | |
| 그리스                 | 1976년                                     | EPT                                 | SECAM       | |
| 가나                   | 1980년                                     | GBC                                 | PAL         | |
| 그린란드               | 1970년                                     | KNR                                 | PAL         | |
| 과들루프               | 1972년                                     | SNRTFOM                             | SECAM       | |
| 과테말라               | 1970년                                     | 라디오 텔레비전 과테말라            | NTSC        | 컬러 텔레비전 방송을 중앙아메리카에서 처음 시작한 국가. |
| 괌                     | 1967년                                     | KUAM-TV                             | NTSC        | |
| 아이티                 | 1975년                                     | 아이티 국영 텔레비전                | NTSC        | |
| 하와이주               | 1965년                                     | KONA-TV; KHVH-TV; KGMB              | NTSC        | |
| 온두라스               | 1973년                                     | 카날 3 온두라스                     | NTSC        | |
| 홍콩                   | 1970년                                     | TVB                                 | PAL         | |
| 헝가리                 | 1969년                                     | Magyar Televízió                    | SECAM       | |
| 아이슬란드             | 1973년                                     | RÚV (Sjónvarpið)                    | PAL         | |
| 인도                   | 1979년                                     | 두르다르산                          | PAL         | 완전 컬러 방송이 시행된 것은 1982년부터였다. |
| 인도네시아             | 1977년                                     | TVRI                                | PAL         | |
| 이란                   | 1973년                                     | IRIB                                | SECAM       | |
| 이라크                 | 1968년                                     | 라디오 텔레비전 이라크              | SECAM       | |
| 아일랜드               | 1971년                                     | RTÉ                                 | PAL         | 1971년 4월 3일에 더블린에서 열렸던 유로비전 송 콘테스트 1971을 중계 방송하는 것이 첫 컬러 방송이었다. 컬러 방송은 1967-69년부터 주변국인 영국에서 시행되었다. |
| 이스라엘               | 1977년                                     | IBA                                 | PAL         | 1983년 2월부터 완전 컬러 방송. 컬러 방송은 주변국인 요르단과 이집트에서 1974년부터 시행했다. |
| 이탈리아               | 1977년                                     | RAI                                 | PAL         | 컬러 방송은 주변국인 프랑스(SECAM)에서 1967년부터, 그리고 1969년부터 오스트리아(PAL)에서 시행했다. |
| 코트디부아르           | 1970년                                     | RTI                                 | SECAM       | |
| 자메이카               | 1975년                                     | 자메이카방송                        | NTSC        | |
| 일본                   | 1960년                                     | NHK, 그 밖의 주요 민영 방송사들.    | NTSC-J      | 1960년 9월 10일 아시아 대륙 최초로 컬러 텔레비전 방송을 시작하였으며, 완전한 컬러 방송이 시행된 것은 1971년 10월 10일이다. |
| 요르단                 | 1974년                                     | JRTV                                | PAL         | |
| 케냐                   | 1978년                                     | KBC                                 | PAL         | |
| 조선민주주의인민공화국 | 1974년 1991년(완벽한)                      | KCTV                                | PAL         | |
| 대한민국               | 1975년 (시험 방송) 1980년 12월 1일(본방송) | KBS                                 | NTSC        | 컬러 방송이 처음 선보인 것은 1975년 12월부터 1977년 1월까지 KBS에서 교육방송 송출을 위해 기구를 띄워 시험 송출을 하는 것이었다. 컬러 방송 첫 시행은 1980년 12월 1일에 KBS 1TV, 그 해 12월 22일에 KBS 2TV와 MBC TV가 시행했다. 완전한 컬러 방송이 시행된 것은 1981년 1월 1일이다. |
| 쿠웨이트               | 1974년                                     | 쿠웨이트 텔레비전                   | PAL         | |
| 레바논                 | 1975년                                     | 텔레 리반                           | PAL         | |
| 라이베리아             | 1975년                                     | 라이베리아 방송                     | PAL         | |
| 리비아                 | 1976년                                     | 알-리비아 TV                        | PAL         | |
| 리투아니아             | 1968년 (소련의 한 부분으로)                | LRT                                 | SECAM/ PAL  | SECAM 방식은 1968년부터 1997년까지 사용. PAL 방식은 1997년부터 사용. |
| 룩셈부르크             | 1972년                                     | RTL Télé Lëtzebuerg                 | PAL / SECAM | |
| 마다가스카르           | 1977년                                     | 말라가시 방송                       | SECAM       | |
| 말레이시아             | 1972년                                     | RTM                                 | PAL         | |
| 몰타                   | 1978년                                     | TVM                                 | PAL         | 컬러 방송은 주변국인 이탈리아에서 1971년부터 시행했다. |
| 마르티니크             | 1969년                                     | SNRTFOM                             | SECAM       | |
| 모리셔스               | 1973년                                     | MBC                                 | SECAM       | 컬러 방송이 완전히 시행된 것은 1978년이다. |
| 멕시코                 | 1963년                                     | XHGC-TV                             | NTSC        | 완전 컬러 방송이 시작된 것은 1968년 하계 올림픽 때였다. |
| 모나코                 | 1973년                                     | TMC                                 | PAL / SECAM | 컬러 방송은 주변국인 프랑스에서 1967년부터 시행했다. |
| 몰도바                 | 1978년 (소련의 한 부분으로)                | Tele-Radio Moldova                  | SECAM/ PAL  | |
| 몽골                   | 1975년                                     | 몽골 국영 방송                      | SECAM       | |
| 모로코                 | 1973년                                     | 라디오 텔레비전 모로코              | SECAM       | 컬러 방송이 처음 소개된 것은 1972년(시험). |
| 네덜란드               | 1968년                                     | NTS                                 | PAL         | |
| 네덜란드령 안틸레스    | 1973년                                     | 텔레비전 쿠라카오                   | PAL         | |
| 누벨칼레도니           | 1971년                                     | SNRTFOM                             | SECAM       | |
| 뉴질랜드               | 1973년                                     | NZBC                                | PAL         | 1973년 11월에 컬러 방송이 시작되었다. |
| 니카라과               | 1973년                                     | 텔레비전 카날 2                     | NTSC        | |
| 나이지리아             | 1974년                                     | 서나이지리아 텔레비전               | PAL         | |
| 노르웨이               | 1972년                                     | NRK                                 | PAL         | 컬러 방송은 주변국인 스웨덴에서 1970년부터 시행되었다. |
| 파키스탄               | 1976년                                     | PTV                                 | PAL         | 완전 컬러 방송이 시행된 것은 1982년이다. |
| 파나마                 | 1972년                                     | 파나마 국영 텔레비전                | NTSC        | |
| 파라과이               | 1981년                                     | TV 세로코라                         | NTSC        | |
| 페루                   | 1972년                                     | 텔레비전 에스타도                   | NTSC        | 완전 컬러 방송은 1980년부터였다. |
| 필리핀                 | 1966년                                     | ABS-CBN                             | NTSC        | 완전 컬러 방송은 1971년부터였다. |
| 폴란드                 | 1971년                                     | TVP                                 | SECAM       | |
| 포르투갈               | 1976년                                     | RTP                                 | PAL         | 완전 컬러 방송은 1980년 3월 10일에 시행했다. |
| 카타르                 | 1974년                                     | 카타르 방송 서비스                  | PAL         | 컬러 방송은 주변국인 바레인에서 1973년부터 시행했다. |
| 레위니옹               | 1972년                                     | SNRTFOM                             | SECAM       | |
| 루마니아               | 1983년                                     | RTVR                                | PAL         | 컬러 방송은 주변국인 헝가리에서 1969년부터 시행했다. 완전 컬러 방송이 시행된 것은 1990년부터였다. |
| 생피에르 미클롱        | 1971년                                     | SNRTFOM                             | SECAM       | 컬러 방송은 뉴펀들랜드에서 1967년부터 시행했으나, NTSC 방식이었다. |
| 사우디아라비아         | 1973년                                     | 사우디아라비아 정부 텔레비전 서비스 | SECAM       | |
| 세네갈                 | 1975년                                     | RTS                                 | SECAM       | |
| 시에라리온             | 1978년                                     | 시에라리온 방송 서비스              | PAL         | |
| 싱가포르               | 1974년                                     | RTS                                 | PAL         | |
| 스페인                 | 1972년                                     | TVE                                 | PAL         | 완전 컬러 방송은 1978년부터였다. |
| 수단                   | 1976년                                     | 수단 TV                             | PAL         | |
| 수리남                 | 1977년                                     | 수리남 텔레비전 재단                | NTSC        | |
| 스웨덴                 | 1970년                                     | SVT                                 | PAL         | 컬러 텔레비전 시험 방송은 1966년이었다. 본격적인 컬러 방송은 1970년 4월 1일. |
| 스위스                 | 1968년                                     | SRG SSR                             | PAL         | |
| 시리아                 | 1980년                                     | STV                                 | PAL         | |
| 중화민국               | 1969년                                     | CTV                                 | NTSC        | 완전 컬러 방송은 1975년부터였다. |
| 태국                   | 1967년                                     | BBTV 채널 7                         | PAL         | |
| 트리니다드 토바고      | 1969년                                     | TTT                                 | NTSC        | |
| 튀니지                 | 1976년                                     | 투니스 7                            | PAL         | |
| 튀르키예               | 1981년                                     | TRT                                 | PAL         | 시험 컬러 방송은 1981년 12월 31일에 새해 맞이 방송으로 시작했다. 완전 컬러 방송은 1984년 3월 15일부터 시행했다. 컬러 방송은 주변국인 그리스에서 1976년부터 시행했다. |
| 우간다                 | 1975년                                     | 우간다 텔레비전                     | PAL         | |
| 아랍에미리트           | 1974년                                     | UAE-TV                              | PAL         | |
| 영국                   | 1967년                                     | BBC                                 | PAL         | 1967년 7월 1일에 BBC Two에서 시행했다. BBC One과 ITV는 1969년 11월 15일에 시작했다. |
| 미국                   | 1954년 1월 1일                             | NBC/CBS                             | NTSC        | 현재와 같은 체계. 1954년부터 1974년까지는 일부 흑백 프로그램이 있었다. |
| 소련                   | 1968년                                     | 소비에트 텔레비전                   | SECAM       | |
| 오트볼타               | 1976년                                     | 볼타 비전                           | SECAM       | |
| 우루과이               | 1980년                                     | CXB-10                              | PAL         | |
| 베네수엘라             | 1972년                                     | RCTV                                | NTSC        | 완전 컬러 방송은 1979년부터였다. |
| 베트남                 | 1978년                                     | VTV                                 | NTSC        | |
| 미국령 버진아일랜드    | 1968년                                     | WBNB-TV                             | NTSC        | 컬러 방송을 시작했던 이 방송국은 1989년 불어닥친 허리케인 휴고에 의해 파괴되었다. |
| 북예멘                 | 1979년                                     | NYRTC                               | PAL         | |
| 남예멘                 | 1981년                                     | SYRTC                               | PAL         | |
| 유고슬라비아           | 1971년                                     | JRT                                 | PAL         | |
| 자이르                 | 1980년                                     | 라디오 텔레비전 자이르              | SECAM       | |
| 잠비아                 | 1979년                                     | 잠비아 국영 방송                    | PAL         | |
| 짐바브웨               | 1984년                                     | ZBC                                 | PAL         | |